# Pededze
Die Pededze (estnisch Pedetsi jõgi; deutscher Name: Peddetz) ist ein rechter Nebenfluss der Aiviekste in Lettland, Estland und in der russischen Oblast Pskow.
Der Fluss entspringt im Kirikumäe-See in Estland und bildet am Oberlauf dessen Grenze zu Russland. Ein großer Teil des Einzugsgebiets ist bewaldet. Auf lettischem Territorium fließt der Fluss bis zur Mündung in südliche Richtung. Unterhalb von Litene bildeten sich durch den mäanderförmigen Lauf viele Altwasser.
Größte Zuflüsse sind Sita (41 km) und Paparze (27 km).